# Château de la Porte (Daon)
Le Château de la Porte est un château français situé à Daon, dans le département de la Mayenne et la région des Pays de la Loire. Il est situé à 4 kilomètres au Nord du bourg et en face du bourg de Ménil, sur la rive gauche de la Mayenne.

## Désignation
- Le hébergement de la Porte, 1406 (Archives nationales, P. 337/1).
- Le lieu et appartenance de la Porte, 1457 (Archives nationales, P. 337/2).
- La Porte, château, chapelle (Hubert Jaillot).
- La Porte, ferme (Carte de Cassini).

## Histoire
Il s'agissait d'un fief mouvant de la châtellenie de Daon, ayant garennes, « droit de banc dans l'église de Daon dans une chapelle près l'autel de N.-D., droit de chasse et d'usage dans le bois de la Porte pour son chauffage et pour ses maisons, si démolies estoient, par merc et montrée du seigneur de Bréon-Subert. » Le fief de Mauvinet en Saint-Michel-de-Feins lui fut uni.
Le château du XIXe siècle, renouvelé en 1859 par M. Lévy, architecte de Paris. L'Abbé Angot, à la fin du XIXe siècle le décrit comme admirablement situé, dominant le cours de la Mayenne, détache sur la verdure du coteau boisé et sur le ciel la blancheur éclatante de ses murs et les toits élancés de ses tours et pavillons. Une eau-forte de Tancrède Abraham, dans l'Album de Château-Gontier présente le lieu. Dans le salon, il y avait à la fin du XIXe siècle un tableau représentant le combat du vaisseau la Couronne, commandé par Isaac de Razilly, contre la flotte anglaise devant la Rochelle, 1625. 

## Révolution française
Les serviteurs du château et les fermiers de la tenue furent constamment inquiétés par les terroristes de Château-Gontier. La gardienne, Marie Bienvenu, soupçonnée de favoriser les Brigands et de ne pas donner les renseignements qu'on dit qu'elle a sur leur marche, est emprisonnée, 27 messidor an II ; Pierre Bigarré, métayer, l'est pour fanatisme, 17 pluviôse an II ; Jean Chalumeau, domestique, pour avoir trahi les soldats de la République et crié : Vive le roi ! En juin-juillet 1794, les Chouans de Joseph-Juste Coquereau et les Bleus de Ménil viennent tour à tour visiter les caves.

## Chapelle
Une chapelle, dédiée à sainte Catherine puis à la Sainte Vierge, dotée du lieu du Grand-Poirier, existait avant 1457. Elle s'ouvrait aux paroissiens de la région le dimanche, recevait la procession des Rogations, et vit la bénédiction de plusieurs mariages. On en demandait la conservation en 1804.

### Sources et bibliographie
- « Château de la Porte (Daon) », dans Alphonse-Victor Angot et Ferdinand Gaugain, Dictionnaire historique, topographique et biographique de la Mayenne, Laval, A. Goupil, 1900-1910 [détail des éditions] (BNF 34106789, présentation en ligne) 
  - A. Joubert, Rech. sur Daon, p. 63-64.
  - Registres paroissiaux de Château-Gontier, Daon, Ménil.
- v Archives départementales de la Mayenne, B. 2.333, 2.438, 2.452. 
  - Cabinet René Gadbin.